# Helder Baiona de Jesus
Helder Baiona de Jesus é um atleta olímpico português de meio fundo. Ele representou Portugal nos 1.500 metros masculinos nos Jogos Olímpicos de Verão de 1976. O seu tempo foi de 3:44,20 na primeira ronda e, mais tarde na semi-final, foi de 3:47,37.